# Haferdepot

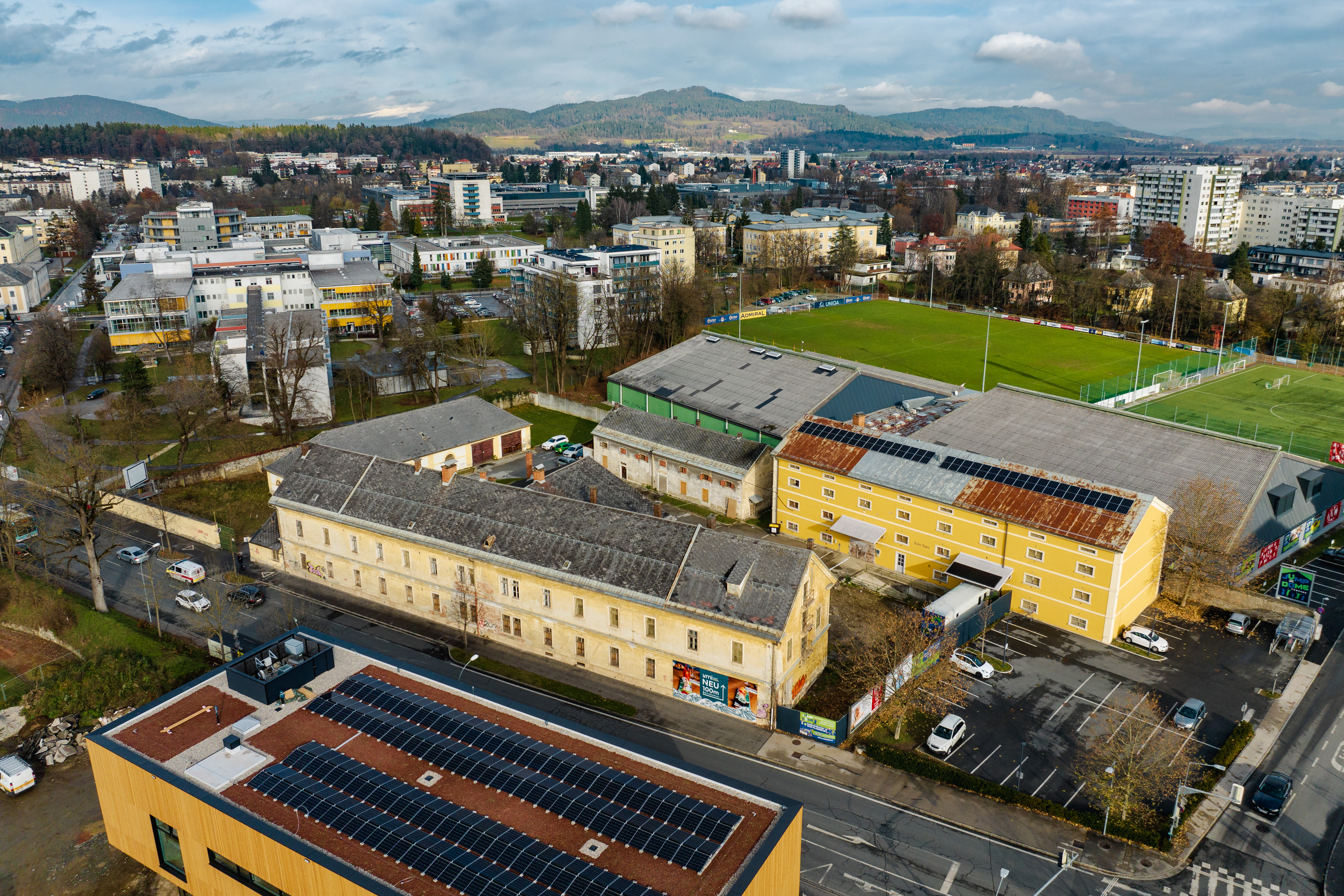
Das Ensemble der früheren Heereswirtschaftsanstalt, bestehend aus vier Gebäuden

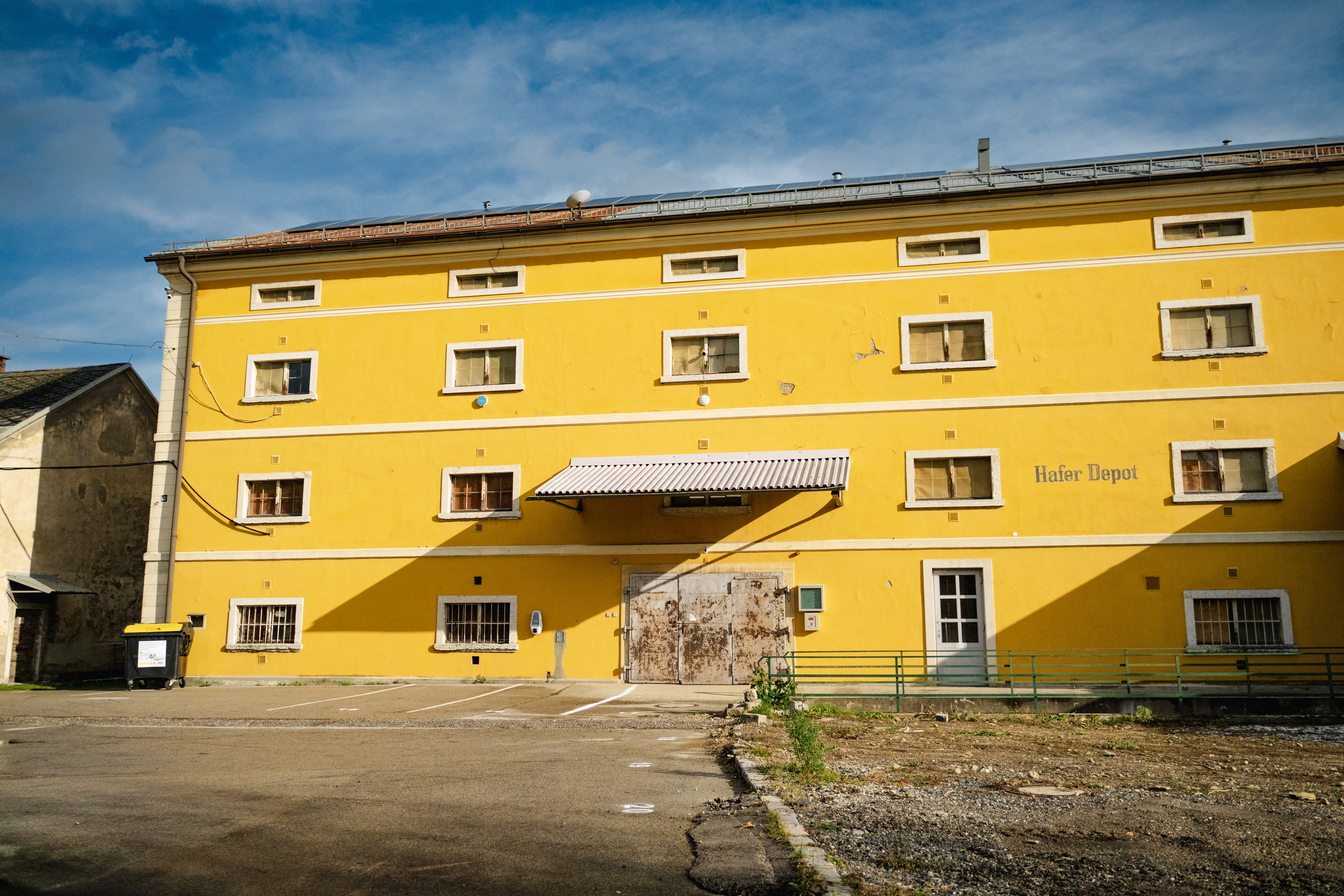
Das eigentliche Haferdepot des Ensembles

Als Haferdepot wird im öffentlichen Diskurs das Gebäudeensemble der früheren Heereswirtschaftsanstalt in der St. Veiter Vorstadt in Klagenfurt am Wörthersee in Kärnten (Österreich) bezeichnet. Der Komplex, der auch als Militärverpflegsmagazin bezeichnet wird, steht unter Denkmalschutz (Listeneintrag). Er besteht aus einer Bäckerei, einem Magazingebäude, einem Kanzleigebäude, einem Wagenschuppen sowie dem eigentlichen Haferdepot. Die Heereswirtschaftsanstalt wurde um das Jahr 1897 im Stil der ärarischen, sogenannten staatlichen Zweckarchitektur erbaut und repräsentiert eine zu dieser Zeit typische öffentliche „Beamtenarchitektur“ in Österreich.

## Geschichte
Der Gebäudekomplex der Heereswirtschaftsanstalt wurde ursprünglich für die Versorgung des k.u.k. Heeres genutzt. Während der Zeit des NS-Regimes geht man davon aus, dass die Bäckerei weiterhin aktiv war, um die Klagenfurter Kasernen mit Backwaren zu beliefern.
Da sich Österreich nach dem Zweiten Weltkrieg in einer Besatzungszeit befand, hatte es kein eigenes Heer und benötigte keine Heereswirtschaftsanstalt. Mit der Unterzeichnung des Staatsvertrages 1955 ging die Heereswirtschaftsanstalt erneut in das Eigentum des Österreichischen Bundesheeres über und diente als Magazin.
Bis in die frühen Jahre des 21. Jahrhunderts wurden die vier Gebäude laut österreichischem Bundesdenkmalamt von der Laudon-Kaserne, die sich im Klagenfurter Stadtteil Annabichl befindet, als Militärmagazin genutzt. Bis 2006 befand sich die Gruppenverpflegungsanstalt in österreichischem Staatsbesitz. Danach wurde der Gebäudekomplex von der Heeresverwaltung, vertreten durch die Strategische Immobilien Verwertungs-, Beratungs- und Entwicklungsgesellschaft (kurz SIVBEG), an ein Immobilienunternehmen verkauft. Seitdem gab es verschiedene Medienberichte über mögliche Nachnutzungen des Haferdepots, wie beispielsweise die Umwandlung in ein Volkskino und Kinomuseum oder die Nutzung als neue Mittelbühne der Stadt Klagenfurt.

## Denkmalschutz

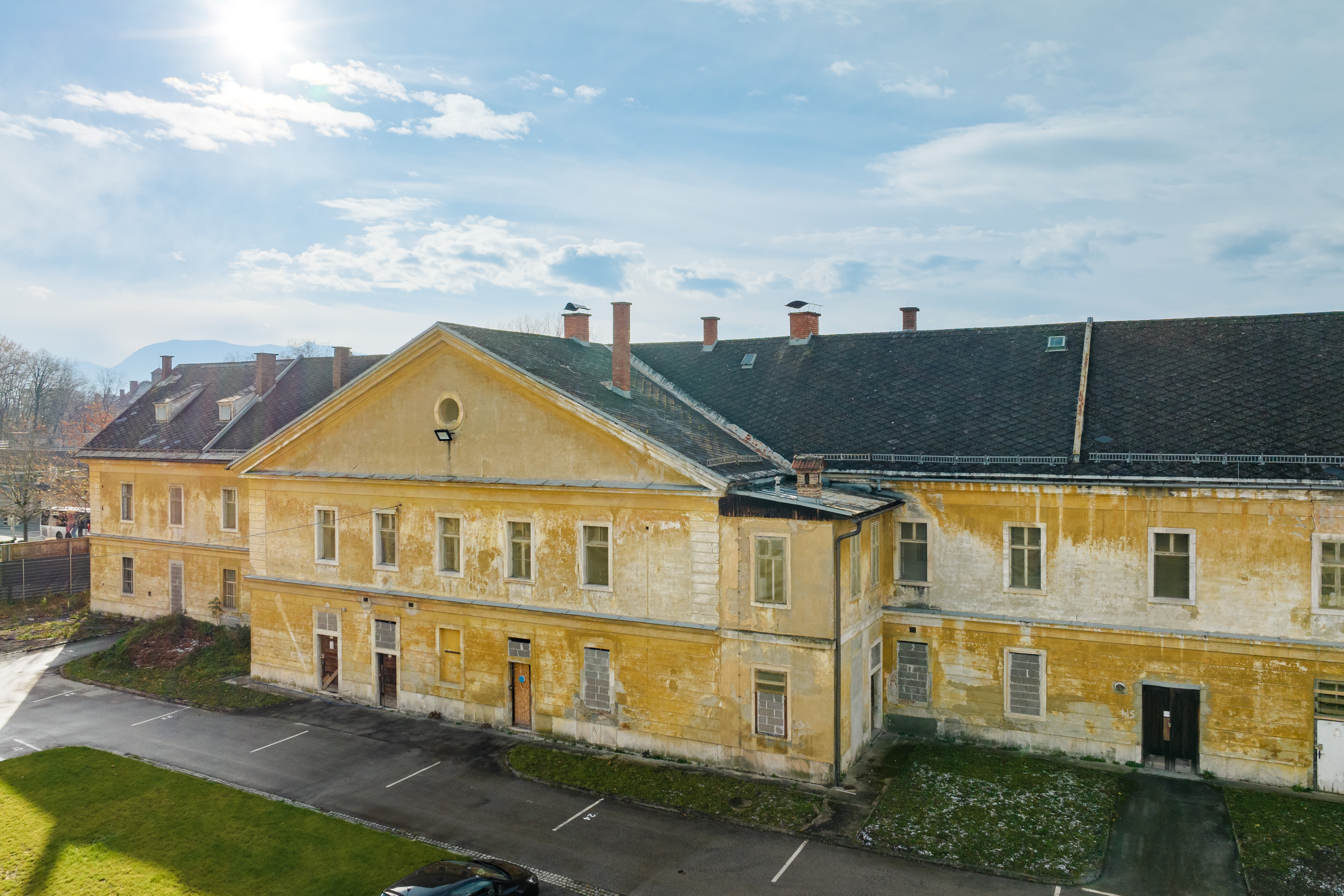
Die ehemalige Bäckerei ist ein Bestandteil des denkmalgeschützten Ensembles der früheren Heereswirtschaftsanstalt

In einem Erlass des Bundesministeriums für Wissenschaft und Forschung wurde 1978 mitgeteilt, dass das noch vollständig bestehende Ensemble des Militärverpflegsmagazins erhaltenswürdig und als Denkmal in Klagenfurt zu bewerten sei. Die bescheidmäßige Feststellung durch das österreichische Bundesdenkmalamt erfolgte im Jahr 2006. Die Heeresversorgungskaserne in Klagenfurt repräsentiere demnach eine typische öffentliche „Beamtenarchitektur“ im Stil der ärarischen Zweckarchitektur mit spätklassizistischer Prägung. Das Bundesdenkmalamt begründet die Unterschutzstellung der Heereswirtschaftsanstalt damit, dass das Haferdepot und die umliegenden Gebäude ein bemerkenswertes Dokument für eine charakteristische Bauform seien, die während der franzisko-josephinischen Ära für ärarische, sogenannte staatliche Bauaufgaben verwendet wurde. Die ehemalige Gruppenverpflegungsanstalt (bestehend aus Bäckerei, Wagenschuppen, Kanzlei- und Magazingebäude – sprich Haferdepot und Bettenlager) besitze laut Österreichischem Bundesdenkmalamt sowohl militärische als auch baukünstlerische und kulturelle Bedeutung. Die ärarische Zweckarchitektur kam seit der Leitung des Hofbauamtes durch Paul Sprenger (seit 1842) bei Kasernen, Schulen und anderen öffentlichen Verwaltungsbauten der k.u.k. Monarchie zur Anwendung. Die Gebäude rund um das Haferdepot seien nach Prüfung des Bundesdenkmalamtes eines der wenigen noch weitgehend unverändert erhaltenen Ensembles militärischer Versorgungsanstalten des ausgehenden 19. Jahrhunderts in Österreich.